# مسجد الصخرات
مسجد الصخرات أحد مساجد مكة المكرمة، يقع المسجد في عرفات اسفل جبل الرحمة، على يمين الصاعد إليه، المسجد مرتفع قليلًا عن مستوى الأرض، ويحيط به جدار قصير وفيه صخرات كبار، وقد وقف عندها النبي محمد في عرفة في حجة الوداع وهو على ناقته القصواء، وفي حديث جابر بن عبد الله رضي  الله عنه ان النبي صلى الله عليه وسلم صلى الظهر والعصر في موضع مسجد نمرة ثم ركب حتى اتى الموقف فجعل بطن ناقته القصواء إلى الصخرات وجعل حبل المشاة بين يديه واستقبل القبلة فلم يزل واقفا حتى غربت الشمس  وذهبت الصفرة قليلا حتى غاب القرص، وفي الصخرات نزل على النبي قوله تعالى :اليوم أكملت لكم دينكم وأتممت عليكم نعمتي ورضيت لكم الإسلام دينا. الآية الثالة من سورة المائدة. 
﴿حُرِّمَتْ عَلَيْكُمُ الْمَيْتَةُ وَالدَّمُ وَلَحْمُ الْخِنْزِيرِ وَمَا أُهِلَّ لِغَيْرِ اللَّهِ بِهِ وَالْمُنْخَنِقَةُ وَالْمَوْقُوذَةُ وَالْمُتَرَدِّيَةُ وَالنَّطِيحَةُ وَمَا أَكَلَ السَّبُعُ إِلَّا مَا ذَكَّيْتُمْ وَمَا ذُبِحَ عَلَى النُّصُبِ وَأَنْ تَسْتَقْسِمُوا بِالْأَزْلَامِ ذَلِكُمْ فِسْقٌ الْيَوْمَ يَئِسَ الَّذِينَ كَفَرُوا مِنْ دِينِكُمْ فَلَا تَخْشَوْهُمْ وَاخْشَوْنِ الْيَوْمَ أَكْمَلْتُ لَكُمْ دِينَكُمْ وَأَتْمَمْتُ عَلَيْكُمْ نِعْمَتِي وَرَضِيتُ لَكُمُ الْإِسْلَامَ دِينًا فَمَنِ اضْطُرَّ فِي مَخْمَصَةٍ غَيْرَ مُتَجَانِفٍ لِإِثْمٍ فَإِنَّ اللَّهَ غَفُورٌ رَحِيمٌ ۝٣﴾ [المائدة:3]
أحيط الموقف بجدار طوله من جهة القبلة 13.3 متر، والجدار الذي على يمينه ويساره بطول 8 متر، أما الجدار المقابل للقبلة فدائري غير مستقيم.

## وصلات خارجية
- أين تقع الصخرات في عرفات، محمد بن محمد المختار الشنقيطي